# لا البركة دي زانكارا
بلدية البركة أو (نقحرة: لا البركة دي زانكارا) (بالإسبانية: La Alberca de Záncara)‏، هي إحدى بلديات مقاطعة قونكة إحدى مقاطعات إسبانيا، و التي تقع في منطقة قشتالة والمنجى وسط البلاد, و المائلة لجهة الشرق من إسبانيا.
يبلغ عدد سكانها 1.901 نسمة وفقاً لإحصائية سنة (2007).